# Biografielijst Tj

## Tja
- Cal Tjader (1925-1982), Amerikaans jazzmuzikant
- Jesper Tjäder (1994), Zweeds freestyleskiër

## Tje
- Joris Tjebbes (1929-2001), Nederlands zwemmer
- Herman Tjeenk Willink (1942), Nederlands politicus
- Pia Tjelta (1977), Noors actrice
- Jeroen Tjepkema (1970), Nederlands journalist en nieuwslezer
- Tjitze Tjepkema (1963), Nederlands predikant en theoloog

## Tji
- Maayke Tjin A-Lim (1998), Nederlands atlete

## Tjo
- Twie Tjoa (1943), Chinees-Indonesisch-Surinaams-Nederlandse organisatiesocioloog en feminist
- Joeri Tjoekalov, (1930), Sovjet-Russisch roeier
- Henk Tjon (1948-2009), Surinaams toneelschrijver en theatermaker
- Evita Tjon A Ten (1986), Nederlands beeldend kunstenaar van Surinaamse afkomst
- Danielle T'Jonck (1955), Belgisch politica
- Erik Tjon Kie Sim (1936-2009), Surinaams politicus en aannemer
- Jack Tjon Tjin Joe (1932-2002), Surinaams politicus en chirurg